# Levanto
Levanto är en kommun i provinsen La Spezia i den italienska regionen Ligurien vid italienska rivieran. Kommunen ligger omkring 60 km sydost om Genua och 20 km nordväst från La Spezia. Kommunen hade 5 388 invånare (2018) och gränsar till kommunerna Bonassola, Borghetto di Vara, Carrodano, Framura, Monterosso al Mare och Pignone.
Levanto spelar en viktig roll i Stieg Trenters kriminalroman "Tragiskt telegram".